# Batalha de Neerwinden (1793)
A Batalha de Neerwinden, travada a 18 de Março de 1793, nos Países Baixos Austríacos, opôs um exército austríaco (reforçado com alguns batalhões holandeses) sob comando do Príncipe Josias de Coburg, ao exército da França revolucionária, sob o comando do General Dumouriez. A batalha resultou numa vitória austríaca que permitiu passar à ofensiva e expulsar os Franceses (temporariamente) dos Países Baixos.

## Antecedentes
Após as batalhas de Valmy (20 de Setembro de 1792) e de Jemappes (6 de Novembro de 1792), os Franceses invadiram os Países Baixos Austríacos que ocuparam sem dificuldade. No ano seguinte, após a execução de Luís XVI (21 de Janeiro de 1793), o governo francês não se iludiu relativamente a uma reacção das potências europeias e decidiu antecipar-se tomando a iniciativa. O General Dumouriez, comandante do Exército do Norte, recebeu ordens para marchar sobre as Províncias Unidas. Inicialmente esta invasão correu bem. Foram atacadas e capturadas algumas fortalezas perto da costa e o General Miranda iniciou o cerco de Maastricht. No entanto, um exército austríaco sob o comando do Príncipe de Saxe-Coburg lançou um contra-ataque e derrotou os Franceses em Aldenhoven (1 de Março) e em Aix-la-Chapelle (2 de Março), salvando Maastricht. Dumouriez deixou as suas forças a Norte, nas Províncias Unidas, e dirigiu-se para a Bélgica onde assumiu o comando do Exército das Ardenas (Louvan, 13 de Março).
Ao assumir o comando do Exército das Ardenas, temendo que os Austríacos recebessem mais reforços, Dumouriez decidiu lançar de imediato uma operação ofensiva. Após uma série de pequenos combates ao longo da estrada entre Liège e Bruxelas, Saxe-Coburg ocupou uma posição defensiva com o centro à volta da vila de Neerwinden.

## O campo de batalha

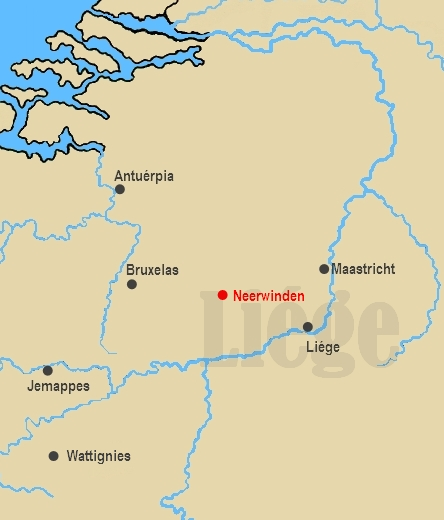
Neerwinden; localização nos Países Baixos Austríacos

Neerwinden é uma vila na província belga de Liège. É actualmente parte do município de Landen. O terreno é muito plano. Os pontos mais elevados de onde se pode visualizar o campo de batalha são, na realidade, elevações muito suaves, poucos metros acima do terreno circundante. O principal curso de água na região é o Kleine Gete, rio que nasce em Ramillies e é afluente do Grote Gete.  O rio passa a Oeste de Neerwinden, a uma distância de aproximadamente 5 Km. Entre Neerwinden e Oberwinden, mais a Sul, o terreno é ligeiramente mais elevado, formando a colina de Mittelwinden.

## As forças em presença

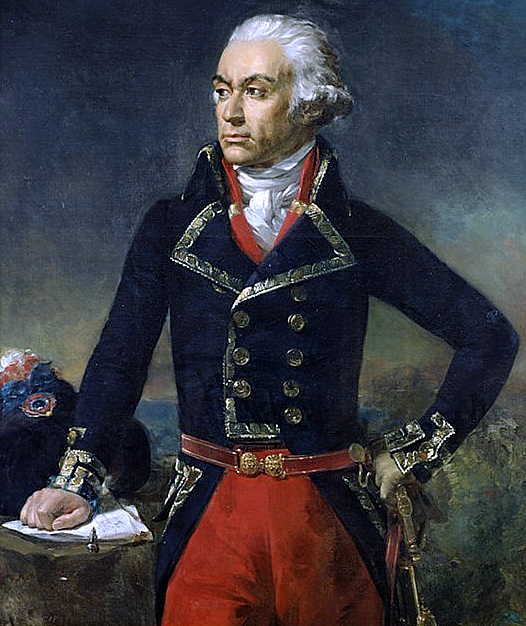
Charles-François du Périer Dumouriez, comandante ds forças francesas.

### As forças francesas
As forças francesas presentes na batalha pertenciam ao Exército das Ardenas. Este exército tinha sido criado por decreto da Convenção  e foi formado com forças retiradas ao Exército do Norte. O comandante deste último exército era o General Dumouriez que assumiu o comando do Exército das Ardenas entre 11 de Março e 4 de Abril, data em que desertou para o campo austríaco.
Não se conhecem com exactidão os efectivos franceses. Sabe-se que se situavam entre os 40 mil e os 45 mil homens. As forças estavam organizadas da seguinte forma:
- Guarda avançada, sob comando do General de Divisão La Marche, com cerca de 4 mil homens de infantaria e mil de cavalaria;
- Ala direita, com cerca de 10 mil homens, sendo mil de cavalaria, sob comando dos generais Valence, Neuilly, Veneur e Dampiérre;
- Centro, sob comando do General Égalité, como era conhecido o duque de Chartres, com cerca de 8 mil homens sendo mil de cavalaria;
- Ala esquerda, sob comando do General Miranda, com 16 mil homens, sendo 2 mil de cavalaria.

### As forças austríacas

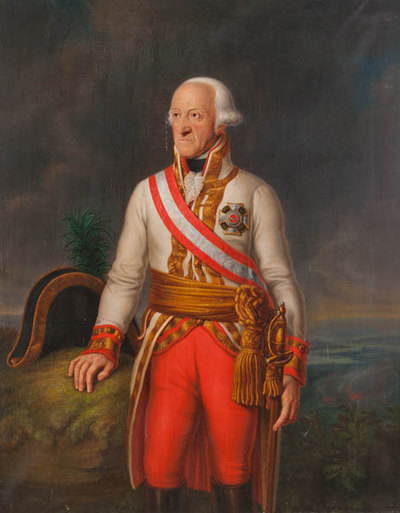
Frederick Josias de Saxe-Coburg-Saalfeld, comandante das forças austríacas.

As forças austríacas encontravam-se sob o comando do Príncipe Josias de Coburg e eram constituídas por cerca de 43 mil homens. Entre estas forças encontravam-se seis batalhões de infantaria das Províncias Unidas.

## A batalha

### O dispositivo austríaco
As forças austríacas foram colocadas numa linha virada para ocidente, com o seu flanco direito sobre a estrada que ligava Tirlemont (a actual Tienen) a Maastricht e o flanco esquerdo na região de Oberwinden. No centro do dispositivo ficava a povoação de Neerwinden. A esquerda deste dispositivo encontrava-se sob comando do Arquiduque Calos enquanto a direita era comandada por Charles Joseph de Croix, conde de Clerfait. 

### O plano francês
Dumouriez assumiu que os Austríacos eram mais fortes na sua ala direita, onde defendiam a sua linha de comunicações. Partindo desta suposição, decidiu atacar em força a esquerda austríaca.
O exército francês foi dividido em oito colunas. À direita, as três primeiras colunas, sob comando do General Valence, iriam flanquear Oberwinden, atacar a vila e a colina de Mittelwinden. Ao centro, o duque de Chartres, com duas colunas, iria atacar Neerwinden. À esquerda, o General Miranda, com três colunas, teria de capturar Leau, e apoderar-se da estrada Tirlemont – Maastricht.

### A batalha

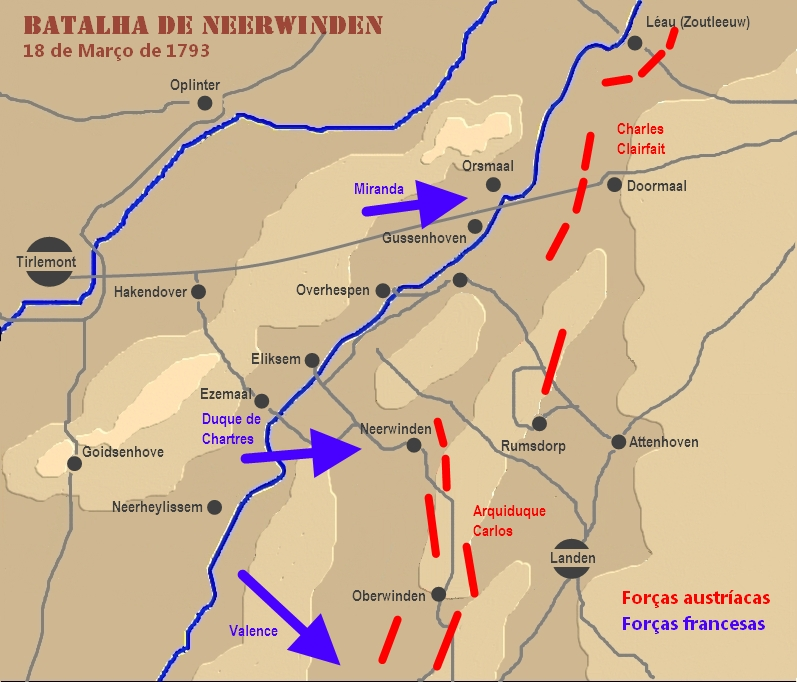
Esquema geral da Batalha de Neerwinden

Na direita francesa, pelas 07h00, as tropas atravessaram de surpresa o rio Kleine Gete e atacaram. No entanto, Valence não conseguiu capturar Mittelwinden antes do meio dia. Neerwinden foi capturada e perdida duas vezes. De igual forma, Oberwinden foi capturada pelas tropas francesas para depois ser recapturada por Clairfait. As tropas francesas, perante os ataques da cavalaria austríaca, ainda foram obrigadas a ceder outras áreas que já tinham ocupado. Dumouriez fez avançar todas as suas forças da ala direita mas sem obter sucesso. Ao fim do dia, a ala esquerda austríaca encontrava-se mais ou menos nas mesmas posições que ocupava no início dos combates.
Na ala esquerda francesa, o General Miranda começou por conquistar a vila de Doormaal com a sua primeira coluna mas as suas forças foram obrigadas a abandonar as posições conquistadas devido a uma série de contra-ataques efectuados pelas tropas austríacas. A segunda coluna não conseguiu penetrar as posições inimigas e a terceira coluna, que atacou Léau, fracassou igualmente. As suas forças viram-se obrigadas a recuar e a atravessaram novamente o Kleine Gete para depois se dirigirem para Tirlemont.
Para ficarmos com uma ideia da violência dos combates, podemos recorrer a uma carta do General Miranda, datada de 21 de Março, em que ele conta que sofreu cerca de 2 mil mortos e feridos, entre eles um oficial general e trinta outros oficiais. Ao todo, os Franceses perderam cerca de 4 mil homens, mortos ou feridos, incluindo cinco generais, mil desaparecidos ou capturados e 30 bocas de fogo de artilharia. Os Austríacos, por seu lado, tiveram entre mortos, feridos e desaparecidos, 93 oficiais e 2 762 praças. Também perderam um elevado número (779) de cavalos. Após esta batalha, cerca de 6 mil Franceses desertaram para o lado austríaco.

### Consequências
A conduta de Dumouriez foi muito criticada. A 21 de Março sofreu mais uma derrota num combate sem grande importância. Depois disso entrou em negociações com os Austríacos. Com isso conseguiu retirar o seu exército para ocidente de Bruxelas sem ser molestado e desta forma preservou as suas tropas. No entanto viviam-se tempos agitados e este recuo despoletou ainda mais críticas por parte das forças radicais em Paris. Sentindo que não podia contar com o apoio dos seus homens, Dumouriez desertou para o campo austríaco a 5 de Abril.